# Augustus mausoleum

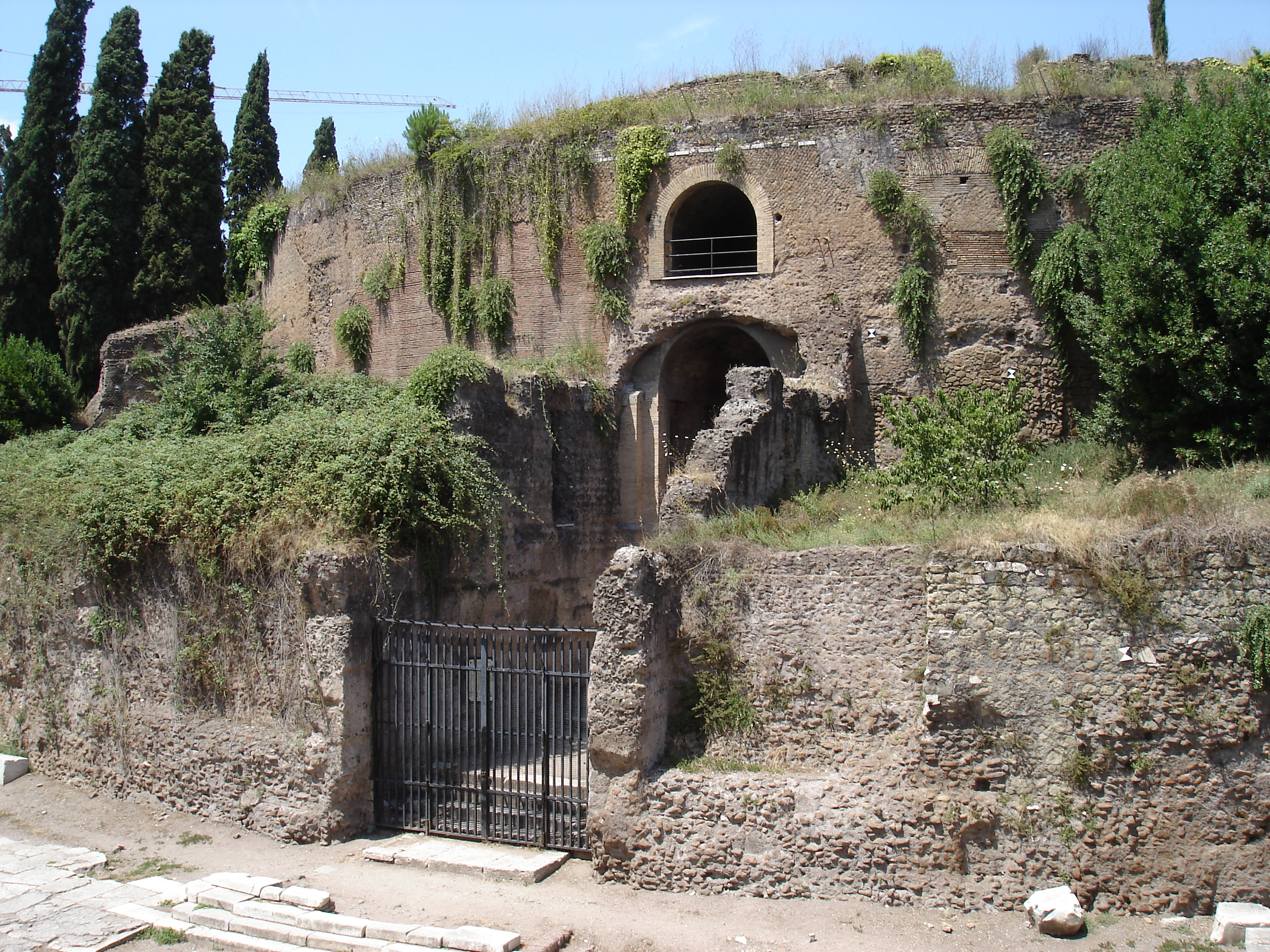
Augustus mausoleum.

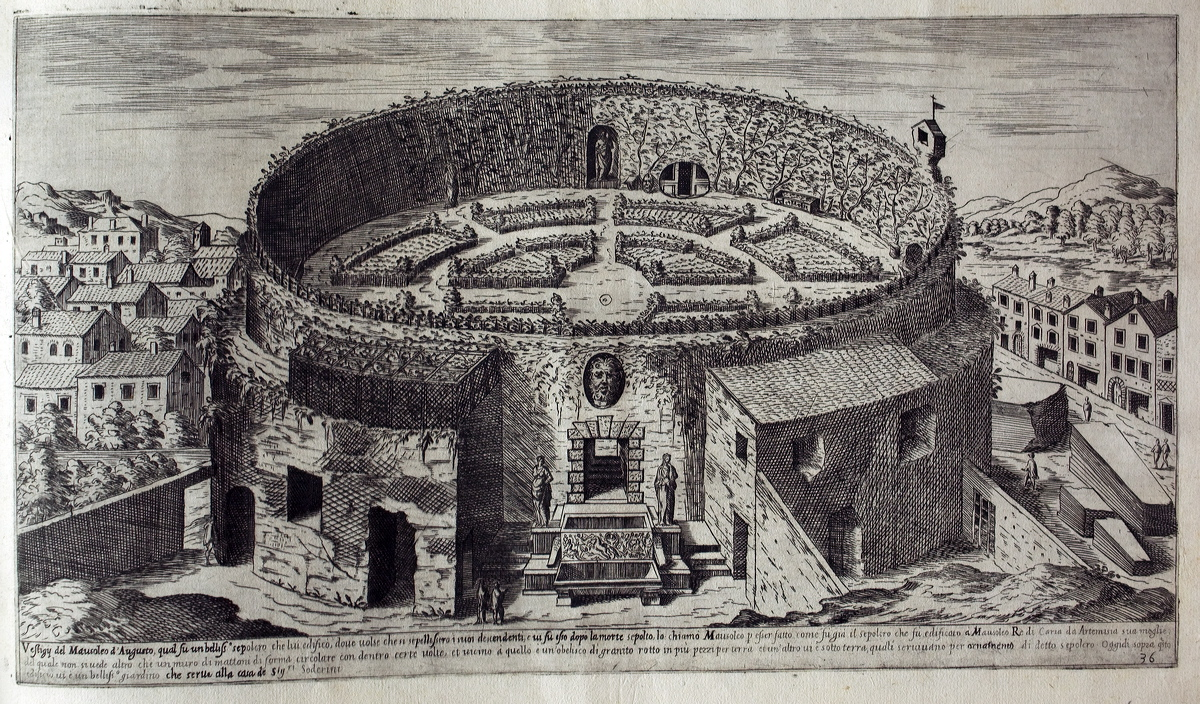
Mausoleets ruin med Soderini-trädgården. Gravyr av Étienne Dupérac från år 1575.

Augustus mausoleum är ett mausoleum med rund grundplan i centrala Rom. Mausoleet, som idag är en ruin, påbörjades år 29 f.Kr. av kejsar Augustus. Inte bara han, utan även flera andra kejsare och prominenta medlemmar av den julisk-claudiska ätten gravsattes där.
Mausoleet frilades mellan 1934 och 1936.

## Beskrivning
Mausoleet bestod av två cylinderformade block som på utsidan kläddes med travertin eller marmor. Dess sammanlagda diameter mätte 87 meter och dess höjd var 40 meter. De båda cylindrarna skildes åt av en jordvall på vilken träd planterades. Där skall också ha stått en kolossalstaty av Augustus. För att komma in i mausoleet var man tvungen att passera genom en dörr på sydsidan. Bredvid dörren, vilken omgavs av två egyptiska obelisker, fanns bronstavlor med kejsarens officiella biografi. 
Byggnaden hade en struktur med flera över varandra liggande plan, vilket härstammade från den hellenistiska gravarkitekturen. Den egentliga graven låg undertill med ett begravningstempel ovanpå. 